# Pseudoeurycea aurantia
La salamandra de Peña Verde (Pseudoeurycea aurantia) es una especie de anfibio caudado (salamandras) de la familia Plethodontidae.
Es endémica de México.
Su hábitat natural son los montanos húmedos de la Sierra Mazateca en el estado de Oaxaca.
Está amenazada de extinción debido a la destrucción de su hábitat.